# Alaimus aff. proximus
Alaimus aff. proximus är en rundmaskart. Alaimus aff. proximus ingår i släktet Alaimus, och familjen Alaimidae. Arten är reproducerande i Sverige.